# Domenik Reinboth
Domenik Reinboth (* 10. Januar 1983 in Düsseldorf) ist ein deutscher Basketballtrainer.

## Laufbahn
Reinboth spielte beim Garather SV, war Auswahlspieler des Westdeutschen Basketball-Verbands und ging als Jugendlicher zu Bayer Leverkusen. Er wurde in die deutsche Jugend-Nationalmannschaft berufen. Später spielte er im Nachwuchs von Brandt Hagen und nahm in der Saison 2000/01 unter Trainer Dirk Bauermann am Training von Hagens Bundesliga-Mannschaft teil. Im älteren Jugendbereich setzten ihm mehrere Verletzungen zu. Reinboth, der ein Studium im Fach Betriebswirtschaftslehre begann, wechselte 2007 den Studienort und ging nach Köln. Er spielte beim TV Bensberg und trainierte eine Jugendmannschaft. Er übernahm beim TV Bensberg in der Saison 2008/09 für ein Jahr das Traineramt bei der Herrenmannschaft in der 2. Regionalliga. Danach war er mehrere Jahre als Trainer im Jugendbereich von Bayer Leverkusen tätig und zeitweilig ebenfalls für den Westdeutschen Basketball-Verband. Beruflich war Reinboth zunächst in einer Unternehmensberatung tätig, ehe er hauptamtlich Trainer wurde. Über die Betreuung des Juniorennationalspielers Felix Engel, einem ehemaligen Schüler der Urspringschule, dem Reinboth in Leverkusen in Einzeltrainingsstunden half, nach einer Verletzung wieder in Form zu kommen, kam er mit der Mannschaft Erdgas Ehingen/Urspringschule (später Team Ehingen Urspring) in Kontakt und übernahm dort 2012 unter Cheftrainer Ralph Junge den Posten des Co-Trainers der Herrenmannschaft in der 2. Bundesliga ProA sowie das Amt des Cheftrainers der U16-Jungenmannschaft der Urspringschule in der Jugend-Basketball-Bundesliga (JBBL). 2014 wurde Reinboth Cheftrainer von Ursprings U19-Mannschaft in der Nachwuchs-Basketball-Bundesliga (NBBL).
2015 wurde er zum Cheftrainer von Ehingen/Ursprings Herrenmannschaft befördert, die mittlerweile in die 2. Bundesliga ProB abgestiegen war. In seiner ersten Saison (2015/16) führte Reinboth die „Steeples“ zum ProB-Meistertitel und zum Wiederaufstieg in die zweithöchste Spielklasse, ProA. Nach diesem erfolgreichen Spieljahr wurde er von den Fans, Trainerkollegen und Mannschaftskapitänen der ProB-Vereine zum „Trainer der Saison“ gewählt. Im Spieljahr 2017/18 verpasste er mit der Mannschaft den sportlichen Klassenverbleib in der 2. Bundesliga ProA, blieb aber dank des Rückzugs Kölns in der Liga. 2018/19 führte er Ehingen/Urspring als Tabellensiebter der Hauptrunde ins Viertelfinale, dort erfolgte das Ausscheiden gegen Heidelberg. In der Saison 2019/20 und in der Saison 2020/20 wurde er mit der Mannschaft jeweils Letzter der 2. Bundesliga ProA, in beiden Fällen war jedoch die Abstiegsregelung wegen der COVID-19-Pandemie außer Kraft gesetzt worden. Im Frühling 2021 kam es mit auslaufendem Vertrag zur Trennung zwischen Reinboth und Ehingen/Urspring.
Im Juni 2021 gab Zweitligist Science City Jena Reinboths Verpflichtung bekannt, er erhielt einen Zweijahresvertrag mit Verlängerungsmöglichkeit für ein weiteres Jahr. Im Spieljahr 2021/22 erreichte er mit Jena das Halbfinale der 2. Bundesliga ProA. Mitte Dezember 2022 wurde Reinboth in Jena entlassen, nachdem die Mannschaft die vorherigen zwei Spiele verloren hatte sowie mit insgesamt sechs Siegen und fünf Niederlagen auf dem siebten Tabellenrang geführt wurde.
Im September 2023 trat er seinen Dienst als Sportlicher Leiter der Nachwuchsarbeit der Niners Chemnitz an. Zur Saison 2024/25 wechselte Reinboth als Cheftrainer zum Bundesliga-Absteiger Tigers Tübingen. Im März 2025 wurde er dort entlassen, die Tübinger Mannschaft hatte unter seiner Leitung 15 Zweitligaspiele gewonnen und zwölf verloren, belegte zum Zeitpunkt der Trennung den zehnten Tabellenrang und hatte von den zehn vorangegangenen Begegnungen sechs verloren.
Im Sommer 2025 wurde er Trainer der zweiten Herrenmannschaft des Bundesligisten Rostock Seawolves.